# Jamaicamango
Jamaicamango (Anthracothorax mango) är en fågel i familjen kolibrier.

## Utbredning och systematik
Fågeln är endemisk för Jamaica. Den behandlas som monotypisk, det vill säga att den inte delas in i några underarter.

## Status
IUCN kategoriserar arten som livskraftig.